# غريت ديفايدينغ
غريت ديفايدينغ (Great Dividing أي التقسيم العظيم، تعرف أيضا باسم الهضاب الشرقية) بالإنجليزية (Great Dividing Range) أكبر سلسلة جبال في أستراليا وخامس أطول سلسلة برية في العالم. كانت هذه السلسلة موطناً للقبائل الأصلية مثل «كولن»، كما كانت مركزاً مهما للاستكشاف الأوروبي لأستراليا. يبلغ طول السلسلة أكثر من 3,500 كم (2,175 ميل)، وتمتد من «جزيرة داوان» في مضيق توريس قبالة الطرف الشمالي لشبه جزيرة كيب يورك، كوينزلاند، وتمتد أيضا على طول الساحل الشرقي عبر نيو ساوث ويلز ثم إلى فيكتوريا وتتحول غربًا إلى السهل المركزي في منطقة غرامبيانس في غرب ولاية فيكتوريا الأسترالية. يتراوح عرض السلسلة من 160 كم (100 ميل) إلى أكثر من 300 كم (190 ميل). تقع ضمن حدود السلسلة في كوينزلاند كل من: منطقة الجبال الزرقاء الكبرى، وغابات غوندوانا المطيرة، والمناطق الاستوائية الرطبة.
في عام 2009 وفي احتفالات الذكرى ال 150 لانفصال كوينزلاند عن نيو ساوث ويلز في عام 1859، تم اختيار سلسلة جبال غريت ديفايدينغ كواحدة من رموز (أيقونات) الاحتفالات المئوية بسبب موقعها الجغرافي المميز.
تضم سلسلة جبال غريت ديفايدينغ "جبل كوسيياسكو"، الذي يعتبر ثاني أعلى جبل في قارة إستراليا، وأحد القمم السبعة في العالم بارتفاع يبلغ 2,228 متر فوق سطح البحر.

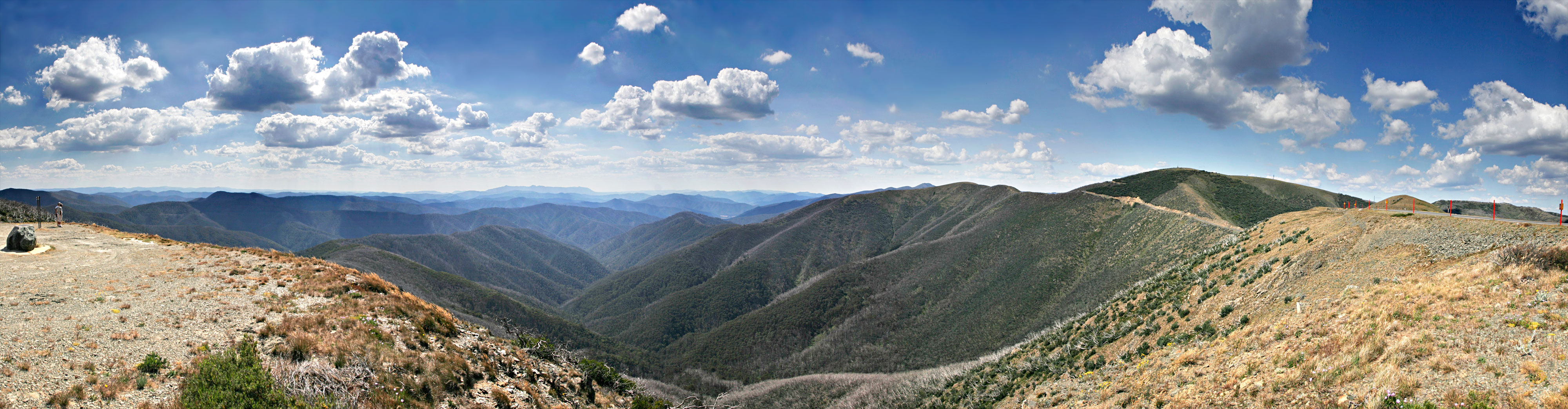
غريت ديفايدينغ

.